# Pematang Siantar
Pematang Siantar è una città dell'Indonesia, situata nella provincia di Sumatra Settentrionale.